# Oulipo
Oulipo ist ein Autorenkreis vornehmlich französischer, italienischer (Italo Calvino), US-amerikanischer (Harry Mathews) und siebenbürgisch-sächsischer (Oskar Pastior) Schriftsteller. Das Akronym Oulipo kommt von L‘Ouvroir de Littérature Potentielle (franz. „Werkstatt für Potentielle Literatur“). Das zugehörige Adjektiv lautet oulipotisch.

## Geschichte
Oulipo wurde 1960 von François Le Lionnais und Raymond Queneau gegründet. Die Mitglieder rekrutierten sich anfangs vor allem aus dem Collège de ’Pataphysique. Sie unternahmen ihre ersten künstlerischen Schritte aber auch im Surrealismus. Eine weitere Inspiration zur Gründung ist weiterhin im Kollektiv Nicolas Bourbaki zu sehen, das ausschließlich im mathematischen Bereich aktiv ist.
Das Ziel von Oulipo ist eine Spracherweiterung durch formale Zwänge – neue Freiheiten und Möglichkeiten durch selbstgesetzte neue Schreibregeln. Grundlage jedes Werkes ist ein jeweils anderer Formzwang, der sich durch den ganzen Text zieht. Einerseits engt ein Zwang (immer auch) ein, doch, so hoffen die Autoren, befreit dieser zugleich von sprachlichen Automatismen und beschert ihnen dadurch eine neue Ausdrucksfreiheit.
Georges Perec führte dies beispielhaft vor:  Er schrieb einen leipogrammatischen Roman, der den Titel La Disparition (1969) trägt und den Buchstaben „e“ nicht enthält, thematisch gleichzeitig das zentrale Thema des Buches. Der Roman wurde von Eugen Helmlé unter dem Titel Anton Voyls Fortgang ins Deutsche übersetzt, wobei die Einschränkung – kein „e“ im Text – beibehalten wurde. Die literarischen Werke müssen sich generell einer „contrainte“ (einem ebensolchen Zwang) unterwerfen, die das verwendete Sprachmaterial freiwillig beschränkt.
In diesem Sinne betätigten sich Mitglieder des Oulipo auch regelmäßig an der Radiosendung „Des Papous dans la tête“, die von 1984 bis 2018 im Sender France Culture ausgestrahlt wurde.

## Ou-X-Po
François Le Lionnais, der oulipotische Gesetzeshüter, wollte das oulipotische Feld der Kreation erweitern auf Ou-x-po.
Es gibt zahlreiche OU-X-PO-Gruppen, wobei das OU für ouvroir, ein nicht mehr gebräuchliches französisches Wort für „Werkstatt“ steht und das X den Bereich angibt, in dem die entsprechende Werkstatt potentiell tätig wird: also z. B.: Ouvroir de musique potentielle = OuMuPo, Ouvroir de tragécomédie potentielle = OuTraPo, Ouvroir de la Bande dessinée potentielle = OuBaPo (Werkstatt für alle denkbaren Comics; frz. bande dessinée), Ouvroir du design graphique potentiel = OuGraPo (Werkstatt für potentielles Grafikdesign). In einem Roman der Schriftstellerin Ilse Kilic kommt auch eine „Werkstatt für potentielles Leben“ OUVIEPO vor, die sich in Wien in Gründung befindet.
Grundprinzip dieser Werkstätten ist die „contrainte“, die kreative Beschränkung. Darunter ist ein Formzwang zu verstehen, der durch Verhindern bestimmter und bekannter Formen, neue, bisher vernachlässigte Darstellungsformen ermöglicht bzw. zum Vorschein bringt. Outrapo, auch OuTraPo geschrieben, befasst sich mit den Möglichkeiten neuer Formen im Theater bzw. in der Theaterarbeit im weiteren Sinne.
Um Raymond Queneaus „Hunderttausend Milliarden Gedichte“ (1961), eine Sammlung von zehn Sonetten, die aufgrund einer relativ einfachen Idee unglaublich oft zu variieren sind, vollständig zu lesen, würde man über 190 Millionen Jahre benötigen.

## Oulipiens
Oulipo-Mitglieder (Stand 2016). Der Mitgliedsstatus bleibt nach dem Tod bestehen, Mitglieder gelten im Sterbefall als entschuldigt.
- Noël Arnaud
- Michèle Audin
- Valérie Beaudoin
- Marcel Bénabou
- Jacques Bens
- Claude Berge
- Eduardo Berti
- André Blavier
- Paul Braffort
- Italo Calvino
- François Caradec
- Bernard Cerquiglini
- Ross Chambers
- Stanley Chapman
- Marcel Duchamp
- Jacques Duchateau
- Luc Étienne
- Frédéric Forte
- Paul Fournel
- Anne F. Garréta
- Michelle Grangaud
- Jacques Jouet
- Latis
- François Le Lionnais
- Hervé Le Tellier
- Etienne Lécroart
- Jean Lescure
- Daniel Levin Becker
- Pablo Martin Sánchez
- Harry Mathews
- Michèle Métail
- Ian Monk
- Oskar Pastior
- Georges Perec
- Raymond Queneau
- Jean Queval
- Pierre Rosenstiehl
- Jacques Roubaud
- Olivier Salon
- Albert-Marie Schmidt